# Euchirograpsus polyodous
Euchirograpsus polyodous is een krabbensoort uit de familie van de Plagusiidae. De wetenschappelijke naam van de soort is voor het eerst geldig gepubliceerd in 1921 door Stebbing.